# Григоренко, Николай Леонтьевич
Николай Леонтьевич Григоренко (род. 1947) — математик, доктор физико-математических наук, профессор, заместитель заведующего кафедры оптимального управления факультета ВМК МГУ.

## Биография
Родился 24 августа 1947 года в Челябинске. Окончил с серебряной медалью среднюю школу № 9 города Бронницы Московской области (1966), механико-математический факультет МГУ (1971). Обучался в аспирантуре факультета вычислительной математики и кибернетики МГУ (1971—1974).
Кандидат физико-математических наук (1975), тема диссертации: «Некоторые задачи теории дифференциальных игр убегания» (научный руководитель М. С. Никольский). Доктор физико-математических наук (1985), тема диссертации: «Дифференциальные игры преследования несколькими объектами». Учёное звание — профессор (1989).
Заслуженный профессор МГУ (1998). Награждён медалью «В память 850-летия Москвы» (1997). Почётный работник высшего и среднего профессионального образования Российской Федерации (2005). Лауреат премии Московского комсомола в области науки (1979), лауреат премии Совета Министров СССР (1981).
Член редакционной коллегии журнала «Фундаментальная и прикладная математика».
Работает в МГУ на факультете ВМК с 1973 года: младший научный сотрудник (1973—1974); с 1974 года преподаёт на кафедре оптимального управления в должностях ассистента (1974—1979), доцента (1979—1987), профессора (с 1987). Заместитель заведующего кафедрой оптимального управления (с 1984).
Область научных интересов: дифференциальные уравнения, теория дифференциальных игр, математическая теории управления, математическое моделирование, прикладное программное обеспечение.
Григоренко разработал новые подходы к решению следующих классов задач управления в условиях конфликта: задачи управления несколькими динамическими процессами в условиях неопределённости, минимаксные задачи для нелинейных дифференциальных игр, динамические задачи уклонения от встречи, численные методы решения дифференциальных игр.
В цикле работ по исследованию задач управления несколькими динамическими процессами Григоренко получил серию эффективных достаточных условий разрешимости задачи управления в условиях неопределённости: методы гарантированного неухудшения позиции, покрытия, прочёсывания, блокирования убегающего, преследования разнотипными объектами. Им предложены эффективные алгоритмы решения задачи целераспределения преследующих объектов в играх двух групп объектов при различных динамических характеристиках объектов, участвующих в процессе преследования. В цикле работ по исследованию динамических задач уклонения от встречи им получены эффективные достаточные условия разрешимости линейных и нелинейных игр уклонения при различных типах ограничений на управления игроков, при неполной информации о фазовых переменных игры и переменной структуре динамической модели, описывающей игру.
В цикле работ по численным методам решения задач управления им, совместно с другими авторами, реализованы в ряде программных систем (более 20) современные численные методы решения прямых и обратных задач управления в условиях неопределённости. В области прикладных исследований Григоренко выполнены работы по моделированию динамики управляемых процессов для промышленных изделий с использованием современных CAD, CAE, CAM систем и разработке интеллектуальных систем управления роботехническими системами.
Подготовил 8 кандидатов наук. Автор около 140 научных работ.